# Darnestown
Darnestown és una concentració de població designada pel cens dels Estats Units a l'estat de Maryland. Segons el cens del 2000 tenia 6.378 habitants.

## Demografia
Segons el cens del 2000, Darnestown tenia 6.378 habitants, 2.038 habitatges, i 1.830 famílies. La densitat de població era de 148,5 habitants per km².
Dels 2.038 habitatges en un 47,9% hi vivien nens de menys de 18 anys, en un 83,3% hi vivien parelles casades, en un 4,1% dones solteres, i en un 10,2% no eren unitats familiars. En el 7,5% dels habitatges hi vivien persones soles el 2,3% de les quals corresponia a persones de 65 anys o més que vivien soles. El nombre mitjà de persones vivint en cada habitatge era de 3,13 i el nombre mitjà de persones que vivien en cada família era de 3,29.
Per edats la població es repartia de la següent manera: un 30,7% tenia menys de 18 anys, un 4,5% entre 18 i 24, un 25,5% entre 25 i 44, un 31,8% de 45 a 60 i un 7,5% 65 anys o més.
L'edat mediana era de 40 anys. Per cada 100 dones de 18 o més anys hi havia 96 homes.
La renda mediana per habitatge era de 130.626 $ i la renda mediana per família de 136.507 $. Els homes tenien una renda mediana de 90.476 $ mentre que les dones 56.958 $. La renda per capita de la població era de 52.466 $. Entorn de l'1,5% de les famílies i el 2,2% de la població estaven per davall del llindar de pobresa.

## Poblacions properes
El següent diagrama mostra les poblacions més properes.